# NITZ
NITZ (ang. Network Identity and Time Zone) – mechanizm automatycznej konfiguracji daty i czasu lokalnego na urządzeniach mobilnych działających w sieciach komórkowych. Działa przy wsparciu operatora sieci, który po nawiązaniu połączenia przesyła urządzeniu informacje o dacie, czasie, strefie czasowej, korekcie czasu letniego i inne dane. Synchronizacja odbywa się wyłącznie wewnętrznie, bez zewnętrznego interfejsu, i następuje podczas uruchamiania urządzenia. Czas uzyskiwany tą metodą może odbiegać od czasu wzorcowego .